# Naturschutzgebiet Bärenloch

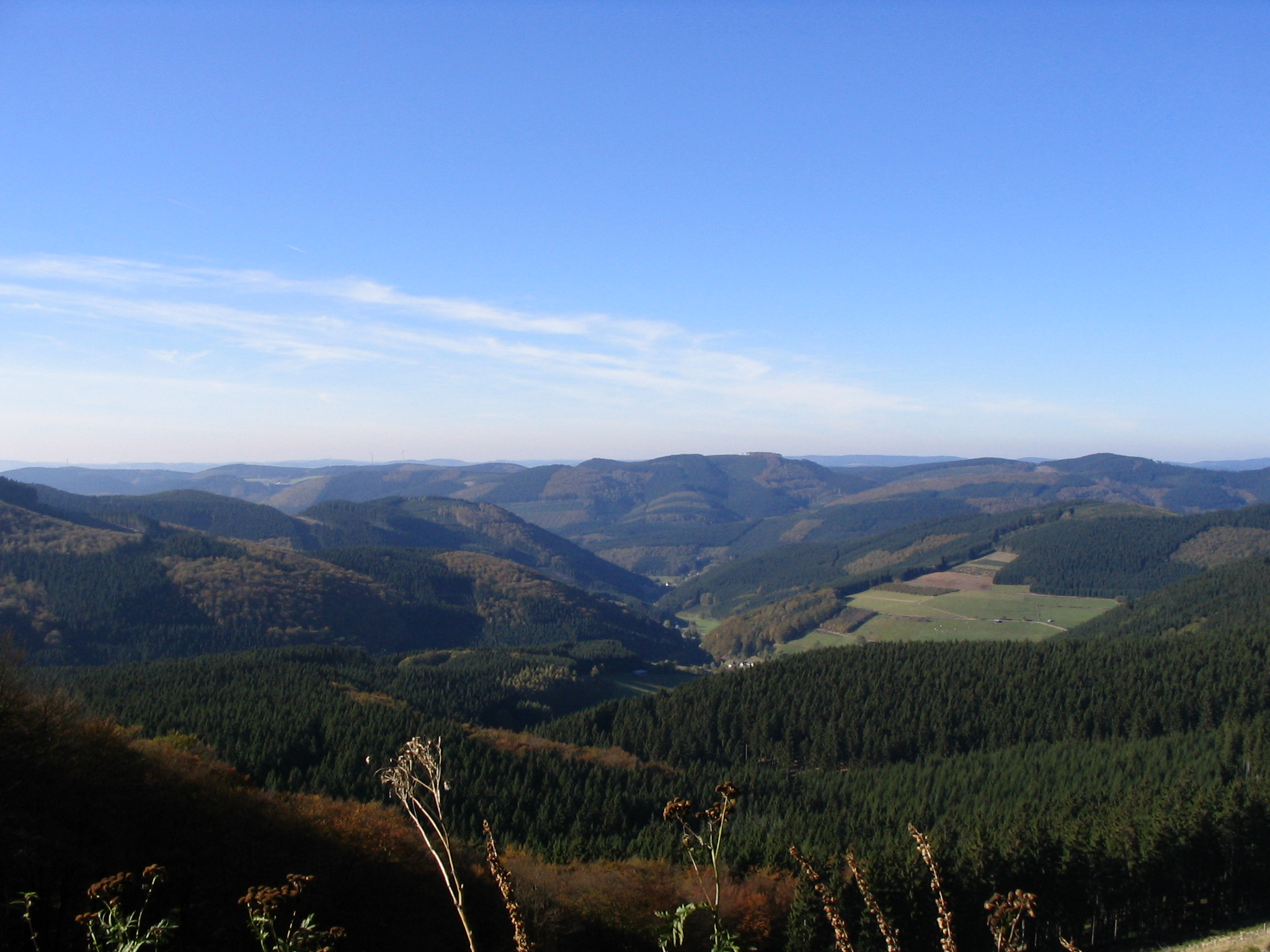
Mitte: Milchenbach, links das Bärenloch, Blick vom Härdler

Das Naturschutzgebiet Bärenloch ist ein 20,79 ha großes Naturschutzgebiet (NSG) südwestlich von Milchenbach in der Gemeinde Lennestadt. Das Gebiet wurde 2006 mit dem Landschaftsplan Elsper Senke – Lennebergland. Nr. 2 durch den Kreis Olpe als NSG ausgewiesen.

## Beschreibung
Beim Naturschutzgebiet handelt es sich um den steilen, ostexponierten Hangbereichen des Kahlenbergs mit einem 100 bis 120 Jahre alten naturnahen Rotbuchenwald mit typischer Hallenstruktur und Totholzanteilen. Das Gebiet liegt größtenteils auf einer Höhe von 510 bis 680 m ü. NN. Im Naturschutzgebiet befindet sich ein tief eingeschnittenes Siepen mit naturnahem Bachlauf, kleinflächigen Quellaustritten und typischer Vegetation. Der  Bachlauf entwässert das Gebiet bis auf 440 m hinab zum Milchenbach als Vorfluter hin, einem linken Zufluss der Lenne.
In über 120-jährigen Laubholzbeständen sollen je Hektar bis zu zehn starke Altbäume, insbesondere Horst- und Höhlenbäume, bestimmt werden und als Alt- oder Totholz für die Zerfallsphase in den Beständen belassen werden.

## Schutzzweck
Das Naturschutzgebiet soll dieses Waldgebiet mit Buchenwäldern sowie dessen landschaftsraumtypischer Tier- und Pflanzenarten schützen. Wie bei allen Naturschutzgebieten in Deutschland wurde in der Schutzausweisung darauf hingewiesen, dass das Gebiet „wegen der Seltenheit, besonderen Eigenart und Schönheit des Gebietes“ zum Naturschutzgebiet erklärt wurde.